# (55636) 2002 TX300

Quỹ đạo của 2002 TX300

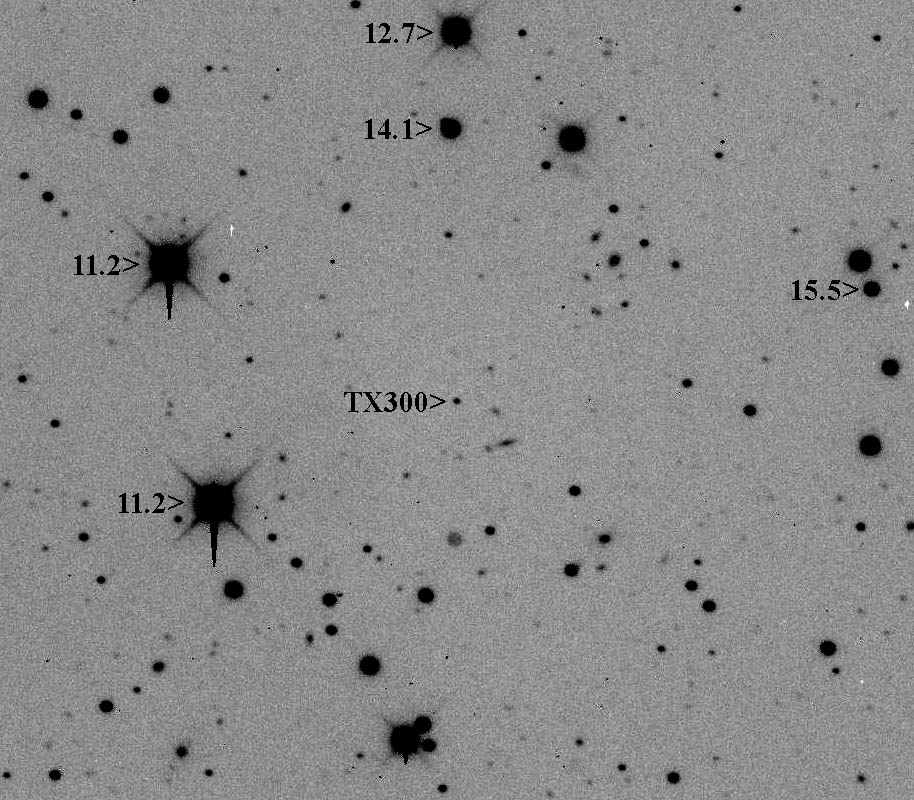
Ảnh chụp 2002 TX300 ở giữa

(55636) 2002 TX300 là một thiên thể ngoài Hải Vương tinh. Nó là một thiên thể sáng ở ngoài rìa Hệ Mặt Trời. Thiên thể này được ước lượng có đường kính khoảng 286 km. Nó là một thành viên lớn của hệ Haumea được khám phá vào năm 2002.
2002 TX300 là một thiên thể vành đai Kuiper cổ điển (cubewano) với cấp sao tuyệt đối giữa hai thiên thể khác là (50000) Quaoar và 20000 Varuna. 2002 TX300 có độ lệch tâm quỹ đạo và độ nghiêng quỹ đạo lớn nhất trong số chúng.
2002 TX300 có khả năng là một thiên thể không cân xứng.

## Quỹ đạo
2002 TX300 là một cubewano và có quỹ đạo rất giống với Haumea, độ nghiêng lớn (26 độ), nằm ở xa sự nhiễu loạn của Hải Vương tinh (củng điểm là khoảng 37 AU). Nó đã được quan sát tổng cộng 303 lần.

## Kích thước

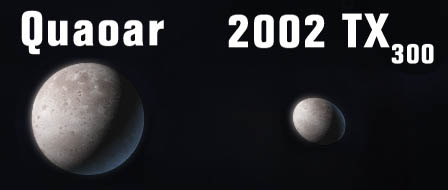
Kích thước so sánh với Quaoar.

Vào năm 2004, có ý kiến cho giới hạn đường kính là 709 km và albedo là 0.19. Năm 2006 Liên đoàn Thiên văn Quốc tế (IAU) cho một sơ đồ rằng 2002 TX300 có thể lớn như Quaoar. Sơ đồ ấy của hoạ sĩ cho thấy với độ sáng tuyệt đối là 3.4, có thể có suất phản chiếu là 0.08, cho ra một đường kính là khoảng 1000 km. Đo đạc của kính Spitzer vào năm 2007 cho thấy 2002 TX300 có thể có đường kính dưới 641 km. Năm sau nó được cho là một hành tinh lùn và cũng cho rằng đường kính của nó là lớn hơn 450 km. Vì đây là một thành viên của nhóm Haumea nên albedo của nó sẽ là khoảng tầm 0.7, với kết quả cho ra một đường kính là 360 km.
2002 TX300 có một cấp sao biểu kiến tương đối sáng 13.1 sao trong chòm sao Andromeda trong ngày 9/10/2009. Sự kiện này được nhìn thấy ở Australia, có thể là New Zealand, miền nam nước Mỹ và México. Nó cho thấy rằng thiên thể này có đường kính là 286 km, gợi ra một suất phản chiếu là khoảng 0.88. Ở một nơi nào đó giữa một kích thước là 200 km và 400 km, một vật băng trở nên tròn bằng lực hấp dẫn của chính nó. Với sự loại trừ của mặt trăng của Hải Vương tinh Proteus và có khả năng, vệ tinh Dysnomia của Eris (hình dạng không biết rõ), tất cả những vệ tinh băng có đường kính từ 400 km trở nên có hình cầu. Mike Brown cho rằng nó có thể là hành tinh lùn.

## Bề mặt

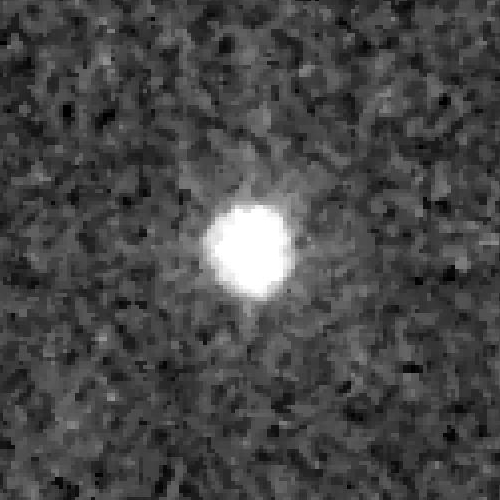
Ảnh chụp 2002 TX300

Quỹ đạo của 2002 TX300 (xanh) so với bốn hành tinh vòng trong.

Quang phổ nhìn thấy được và gần hồng ngoại của 2002 TX300 rất giống với Charon, đặc trưng bởi độ dốc trung tính đến màu xanh lam, (1% / 1000) với các dải hấp thụ nước sâu (60%) ở mức 1,5 và 2,0 m). Phân tích khoáng vật học cho thấy một phần đáng kể các hạt băng lớn (H 2 O). Tỷ lệ tín hiệu trên tạp âm của các quan sát là không đủ để phân biệt giữa băng vô định hình hoặc tinh thể (băng tinh thể đã được báo cáo trên Charon, Quaoar và Haumea). Tỷ lệ vật liệu hữu cơ được xử lý cao (cao lanh), thường có mặt trên nhiều vật thể xuyên sao Hải Vương, rất thấp. Theo đề xuất của Licandro et al. năm 2006, việc thiếu lớp phủ chiếu xạ này cho thấy một vụ va chạm hoặc hoạt động sao chổi gần đây.